# نوردکس
نوردکس (انگلیسی: Nordex) شرکت مهندسی آلمانی است، که در سال ۱۹۸۵ تأسیس شد.